# Karl Wilhelm Göttling
Karl Wilhelm Göttling (Jena, 19 gennaio 1793 – Jena, 20 gennaio 1869) è stato un filologo classico tedesco.

## Biografia
Nacque a Jena, figlio del chimico Johann Friedrich August Göttling (1753-1820). Frequentò la Wilhelm-Ernst-Gymnasium di Weimar e, a partire dal 1811, studiò filologia presso le università di Jena e Berlino. Fece da volontario nella guerra contro la Francia nel 1814 e dopo la pace continuò gli studi a Berlino sotto Friedrich August Wolf, August Boeckh e Philipp Buttmann.
Dal 1816 insegnò presso il ginnasio di Rudolstadt. Nel 1819 diventò direttore del ginnasio di Neuwied, e nel 1822 fu nominato professore associato di filologia presso l'Università di Jena. A Jena fu direttore del seminario filologico (dal 1826) e bibliotecario universitario e nel 1831 conseguì il titolo di professore ordinario. Continuò a risiedere nella sua città natale fino alla morte.
Durante la sua carriera accademica fece diversi viaggi di studio in Italia, Sicilia, Grecia e altri. Nel 1852 accompagnò Ludwig Preller (1809-1861) e Hermann Theodor Hettner (1821-1882) in un viaggio in Grecia e a Costantinopoli. Morì a Jena, di 75 anni.

## Opere principali
- Über des Geschichtliche im Nibelungenliede (1814)
- Nibelungen und Gibelinen (1817).
- Politics (1824)
- Economics (1830)
- Allgemeine Lehre vom Akzent der griechischen Sprache (Jena 1835),
- Elements of Greek Accentuation.
- Gesammelte Abhandlungen aus dem klassischen Altertum and Opuscula Academica (1869).